# 松平近直
松平 近直（まつだいら ちかなお、? - 安政7年（1860年）3月7日）は、幕末の勘定奉行。通称は金之丞、四郎。阿部正弘執政期の能吏。
大給松平氏の一門で中奥小姓を勤めた旗本松平近礼の子。兄弟に品川氏繁がいる。使番・目付等を経て、天保15年（1844年）勘定奉行（勝手方）となる。同年12月16日河内守に叙任。江戸城や台場の普請等でたびたび褒賞を得ている。のち留守居次席田安家家老に至った。安政7年（1860年）没し、橋場・妙高寺に葬る。子の近豊（若狭守）が先に没していたので、養子の近知（志摩守）が家督を継いだ。